# Mario Reyaan
Mario Fransiskus Reyaan (sinh ngày 27 tháng 5 năm 1991) là một cầu thủ bóng đá người Indonesia hiện tại thi đấu cho Persiwa Wamena ở Indonesia Super League.